# Hiroshima (prefectuur)
De prefectuur Hiroshima (Japans: 広島県, Hiroshima-ken) is een Japanse prefectuur in de regio Chūgoku op het zuidelijke deel van het eiland Honshu, Japan. Op 1 maart 2008 had de prefectuur Hiroshima een oppervlakte van 8479,03 km² en een bevolking van 2.872.474 inwoners. De hoofdstad is Hiroshima. Het openbaar vervoer in de prefectuur wordt verzorgd door Hiroden.

## Geschiedenis
Het gebied rond Hiroshima was vroeger ingedeeld in 2 provincies, Bingo en Aki. Sinds het begin van de geschreven geschiedenis van Japan is dit gebied een centrum van handel en cultuur geweest. Hiroshima is traditioneel gezien het centrum van Chūgoku en was ook de hoofdzetel van de Mori clan tot aan de Slag bij Sekigahara.

## Geografie
De prefectuur ligt centraal in de regio Chūgoku, grenzend in het zuidwesten aan Yamaguchi, in het noordwesten aan Shimane, in het noordoosten aan Okayama en in het zuidoosten aan de regio Shikoku die aan de andere kant van de Straat van Sado is gelegen. Hiroshima bestaat in het noordwesten voornamelijk uit bergen, terwijl er aan de kust grote, groene vlaktes zijn. Verder horen vele kleine eilanden die in de Straat van Sado zijn gelegen hierbij. Dankzij haar beschermde ligging aan de Straat van Sado is het klimaat zeer zacht.

### Zelfstandige steden (市) shi
Er zijn 14 steden in de prefectuur Hiroshima.
- Akitakata
- Etajima
- Fuchu
- Fukuyama
- Hatsukaichi
- Higashihiroshima
- Hiroshima (hoofdstad)
- Kure
- Mihara
- Miyoshi
- Onomichi
- Otake
- Shobara
- Takehara

### Gemeenten (郡 gun)
De gemeenten van Hiroshima, ingedeeld naar district:
| District | Gemeenten                     |
| -------- | ----------------------------- |
| Aki      | Fuchu - Kaita - Kumano - Saka |
| Jinseki  | Jinsekikogen                  |
| Sera     | Sera                          |
| Toyota   | Osakikamijima                 |
| Yamagata | Akiota - Kitahiroshima        |

### Fusies
(Situatie op 15 januari 2008) 
Zie ook: Gemeentelijke herindeling in Japan
- Op 3 februari 2003 werd de gemeente Shin'ichi van het District Ashina aangehecht bij de stad Fukuyama. Door deze fusie verdween het district Ashina .

- Op 1 maart 2004 fusioneerden de gemeenten Kota, Midori, Mukaihara, Takamiya, Yachiyo en Yoshida (allen uit het District Takata) tot de nieuwe stad Akitakata. Door deze fusie verdween het District Takata.

- Op 1 april 2004 werd de gemeente Kawajiri van het District Toyota aangehecht bij de stad Kure.

- Op 1 april 2004 werd de gemeente Jōge van het District Konu aangehecht bij de stad Fuchū.

- Op 1 april 2004 werden de gemeenten Kisa, Mirasaka, Miwa, Funo, Kimita en Sakugi (uit het District Futami) en de gemeente Kōnu (uit het District Konu) aangehecht bij de stad Miyoshi. Het District Futami verdween door deze fusie.

- Op 1 oktober 2004 werden de gemeenten Kake, Togouchi en Tsutsuga van het District Yamagata samengevoegd tot de nieuwe gemeente Akiota.

- Op 1 oktober 2004 fusioneerden de gemeenten Kozan en Seranishi uit het District Sera tot de nieuwe gemeente Sera.

- Op 1 november 2004 fusioneerde de gemeente Etajima van het District Aki met de gemeenten Nomi, Ogaki en Okimi uit het District Saeki. Uit deze fusie ontstond de stad Etajima.

- Op 5 november 2004 fusioneerden de gemeenten Jinseki, Sanwa, Yuki en Toyomatsu van het District Jinseki. Uit deze fusie ontstond de gemeente Jinsekikogen.

- Op 1 februari 2005 werden de gemeenten Chiyoda, Geihoku, Oasa en Toyohira van het District Yamagata samengevoegd tot de nieuwe gemeente Kitahiroshima.

- Op 1 februari 2005 werd de gemeente Numakuma van het District Numakuma aangehecht bij de stad Fukuyama. Het District Numakuma hield op te bestaan als gevolg van deze fusie.

- Op 7 februari 2005 werden de gemeenten Fukutomi, Kochi, Kurose en Toyosaka van het District Kamo en de gemeente Akitsu van het District Toyota aangehecht bij de stad Higashihiroshima.

- Op 20 maart 2005 werden de gemeenten Ondo, Kurahashi en Kamagari van het District Aki en de gemeenten Yasuura, Toyohama en Yutaka van het District Toyota aangehecht bij de stad Kure.

- Op 20 maart 2005 werden de gemeenten Daiwa van het District Kamo, Kui van het District Mitsugi en Hongo van het District Toyota aangehecht bij de stad Mihara. Het District Kamo verdween door deze fusie.

- Op 28 maart 2005 werden de gemeenten Mitsugi en Mukaishima van het District Mitsugi aangehecht bij de stad Onomichi. Het District Mitsugi verdween na deze fusie.

- Op 31 maart 2005 werden de gemeenten Hiwa, Kuchiwa, Saijo, Takano en Tojo van het District Hiba en de gemeente Souryo van het District Konu aangehecht bij de stad Shobara. De districten Hiba en Konu verdwenen na deze fusie.

- Op 25 april 2005 werd de gemeente Yuki van het District Saeki aangehecht bij de stad Hiroshima.

- Op 3 november 2005 werden de gemeenten Miyajima en Ono van het District Saeki aangehecht bij de stad Hatsukaichi. Het District Saeki verdween na deze fusie.

- Op 10 januari 2006 werd de stad Innoshima en de gemeente Setoda van het District Toyota aangehecht bij de stad Onomichi.

- Op 1 maart 2006 werd de gemeente Kannabe van het District Fukayasu aangehecht bij de stad Fukuyama. Het District Fukayasu verdween na deze fusie.

## Economie
De belangrijkste industrie in Hiroshima omvat auto's (autobedrijf Mazda heeft hier het hoofdkantoor) en scheepsbouw (Kure was vroeger een hoofdbasis voor de Keizerlijke Japanse Marine en is vandaag de dag een commercieel belangrijk scheepswerf).

## Bezienswaardigheden
In Hiroshima zijn twee van de Japanse monumenten op de Werelderfgoedlijst gelegen:
- het Vredesmonument van Hiroshima (de Genbaku vredeskoepel) in Hiroshima, een van de weinige gebouwen die de uraniumbom Little Boy, die in 1945 op de stad werd geworpen, "overleefde".
- Het Itsukushima-schrijn op het eiland Miyajima, dat bekendstaat vanwege het feit dat het bij hoogtij in het water komt te staan waardoor het lijkt te "drijven".

## Galerij

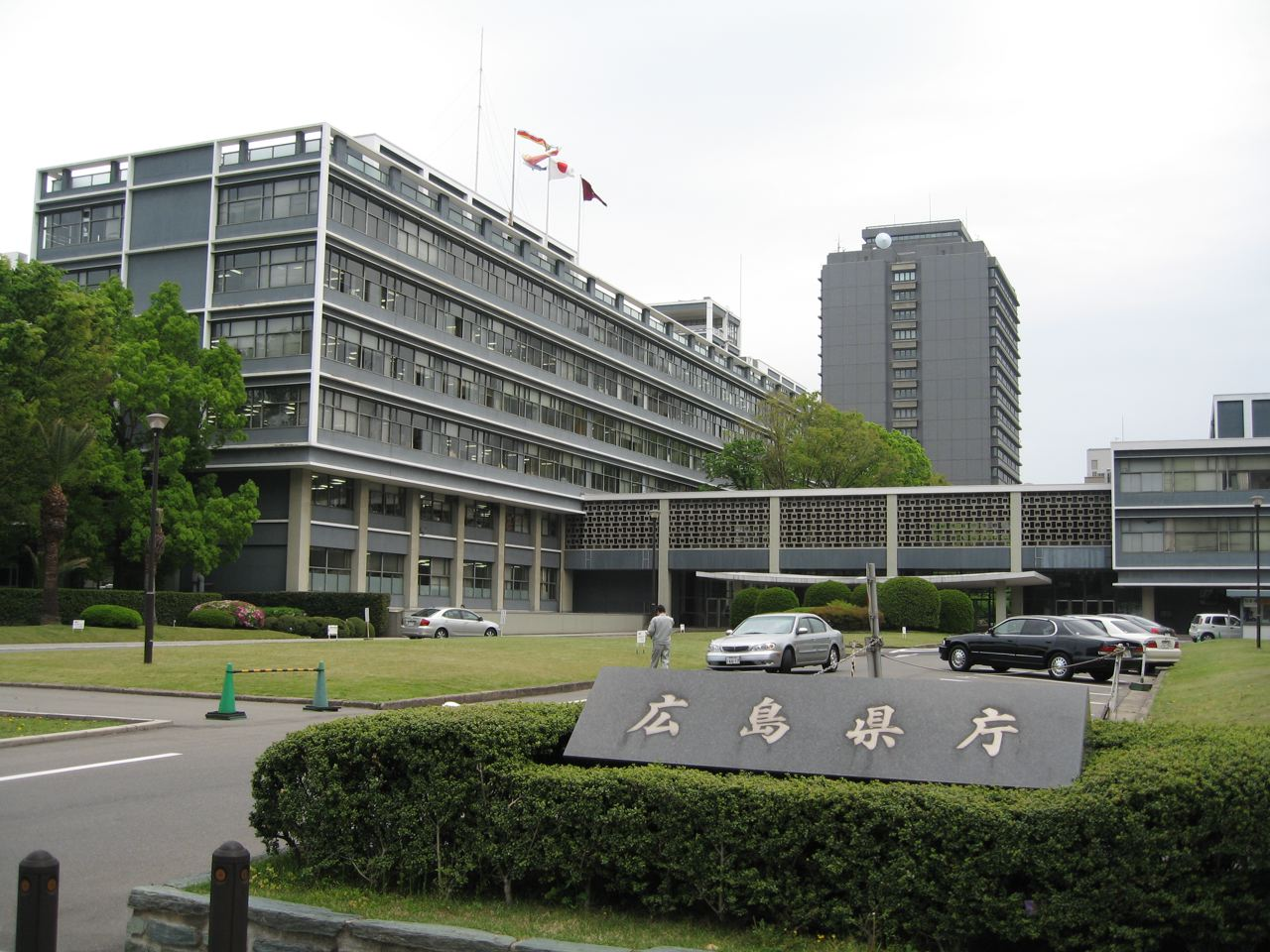
De zetel van de prefectuur Hiroshima
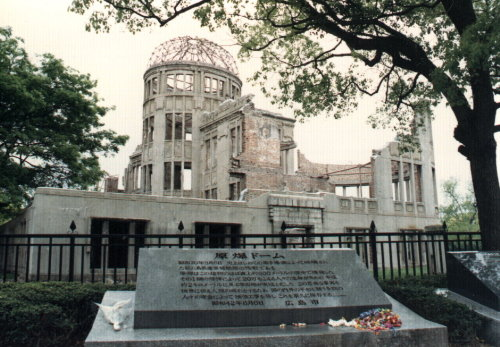
Genbaku vredeskoepel, Hiroshima
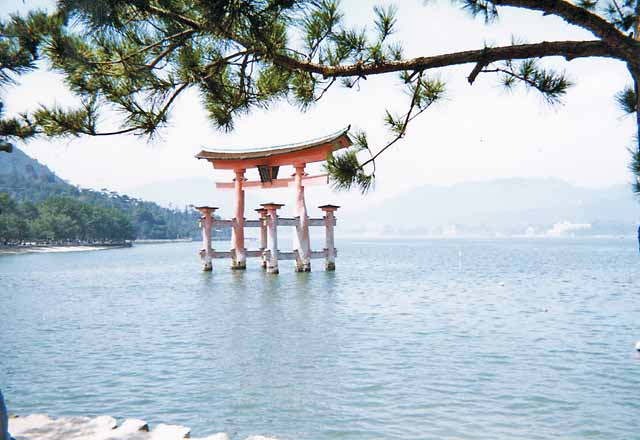
Het Itsukushima-schrijn op het eiland Miyajima